# Fleuré (Vienne)
Fleuré település Franciaországban, Vienne megyében. Lakosainak száma 1108 fő (2022. január 1.). Fleuré Dienné, Lhommaizé, Nieuil-l’Espoir, Valdivienne, Savigny-Lévescault, Tercé és Vernon községekkel határos.

## Népesség
A település népességének változása:
| Lakosok száma | 1069 | 1067 | 1068 | 1050 | 1055 | 1054 | 1051 | 1079 | 1108 |
|               | 2013 | 2015 | 2016 | 2017 | 2018 | 2019 | 2020 | 2021 | 2022 |